# Vaasa
Vaasa ([ˈvɑːsɑ]; švédsky Vasa) je západofinské přístavní město ležící na břehu Botnického zálivu. S městem Umeå je spojuje trajekt, jenž je nejkratším námořním spojením mezi Finskem a Švédskem.
Letiště Vaasa se nachází 9 kilometrů jihovýchodně od centra města.

## Historie
Vaasa byla založena roku 1606 švédským králem Karlem IX. V 18. století se město neobyčejně rychle rozrostlo. Stalo se nejen sídlem zemského soudu, ale i prvním finským městem s veřejnou knihovnou. Ovšem roku 1852 byla Vaasa postižena zničujícím požárem, podobně jako i jiná finská města té doby. K několika málo dochovaným stavbám patří budova zemského soudu, přestavěná v roce 1863 na kostel.
Poté bylo město znovu vystavěno o 7 km západněji, neboť původní město ztratilo v důsledku postglaciálního vzestupu zemské kůry přístup k moři. Význam nového přístavu vzrůstal, k čemuž přispělo i propojení železniční tratí v roce v roce 1883.
Během Finské občanské války v roce 1918 se Vaasa stala opěrným bodem Bílých brigád vedených generálem Mannerheimem. Po dobu deseti týdnů, až do znovudobytí Helsinek, byla Vaasa sídlem exilového senátu a tím i faktickým hlavním městem země.

## Znak města
Zlatá otep v červeném štítovém poli. Nad štítem zlatá koruna se zlatými a stříbrnými akanty. Pod štítem je zavěšen Řád kříže svobody.

## Jazyk
Vaasa je oficiálně dvojjazyčným městem. 70 procent obyvatel hovoří finsky, 25 procent finskou švédštinou.

## Univerzity
V městě Vaasa jsou tři univerzity. Největší z nich je Vaasan yliopisto (Univerzita Vaasa), kterou navštěvuje přes 4500 studentů. Dále je zde Åbo Akademi Vasa (pobočka Åbo Akademie Turku) a Svenska Handelshögskolan (Švédská obchodní vysoká škola)

## Průmysl
Ve Vaase má svůj výrobní závod Wärtsilä (finsky: Oy Wärtsilä), výrobce lodních šroubů, lodních dieselových motorů a zařízení pro energetiku.

## Fotogalerie

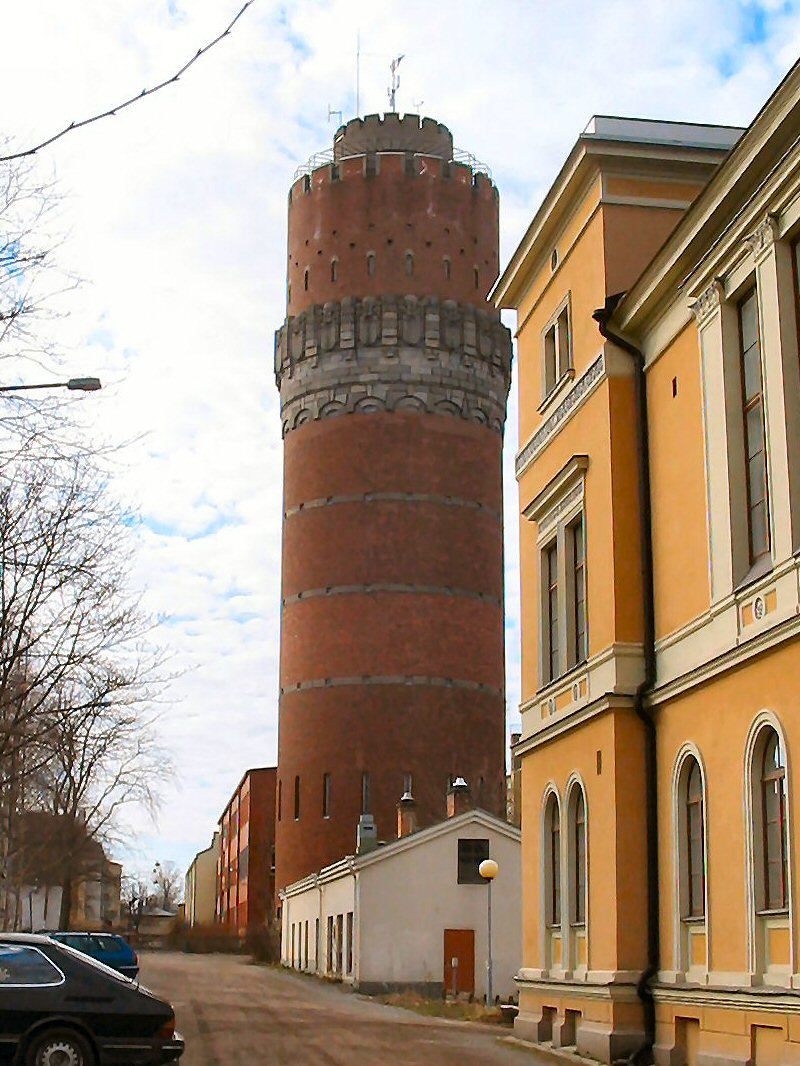
Vodárenská věž
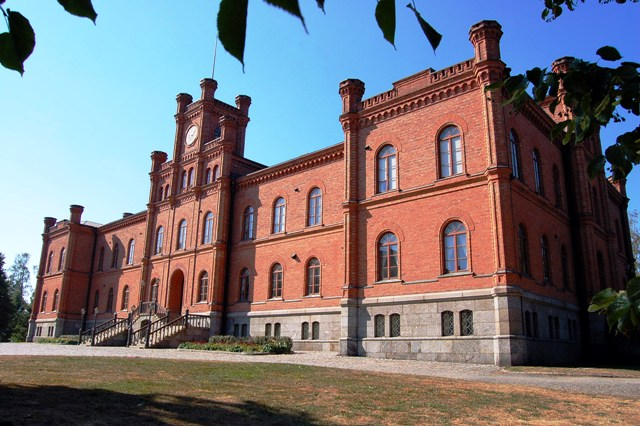
Budova soudu
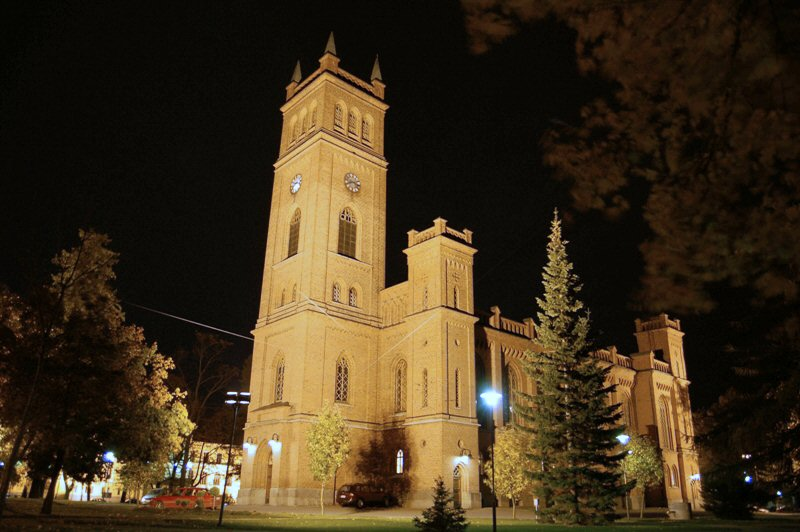
Luterský kostel
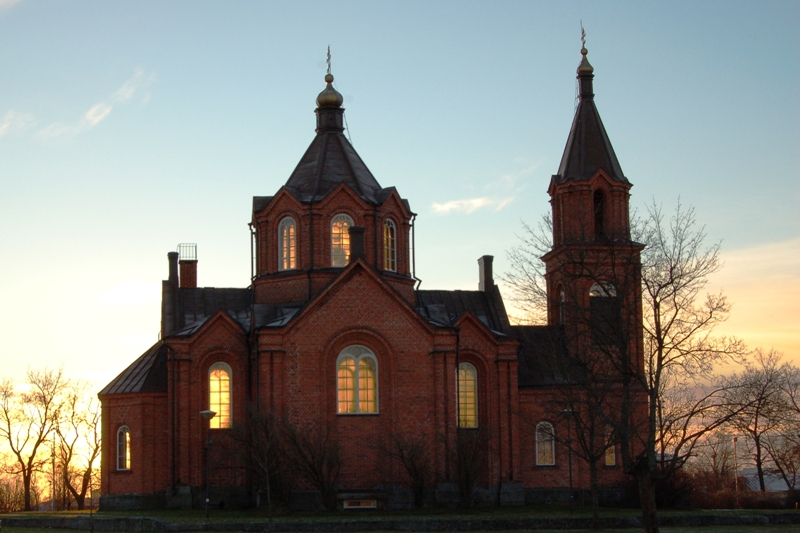
Pravoslavný kostel
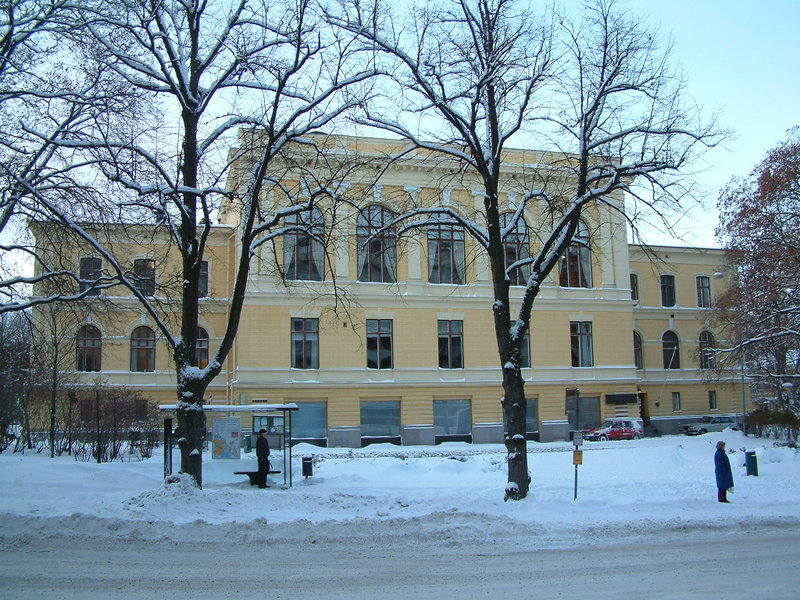
Radnice
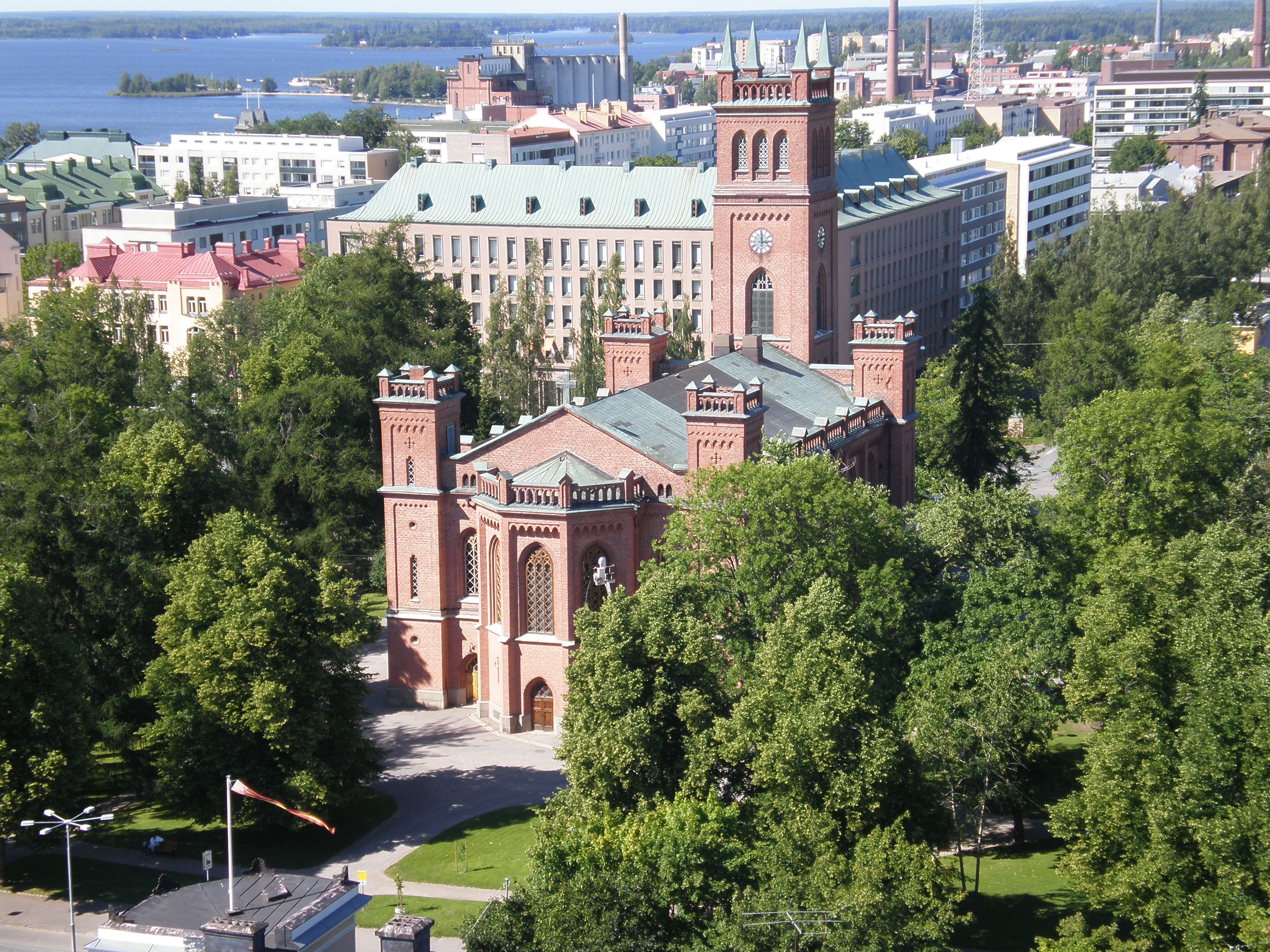
Luterský kostel, pohled z vodárenské věže
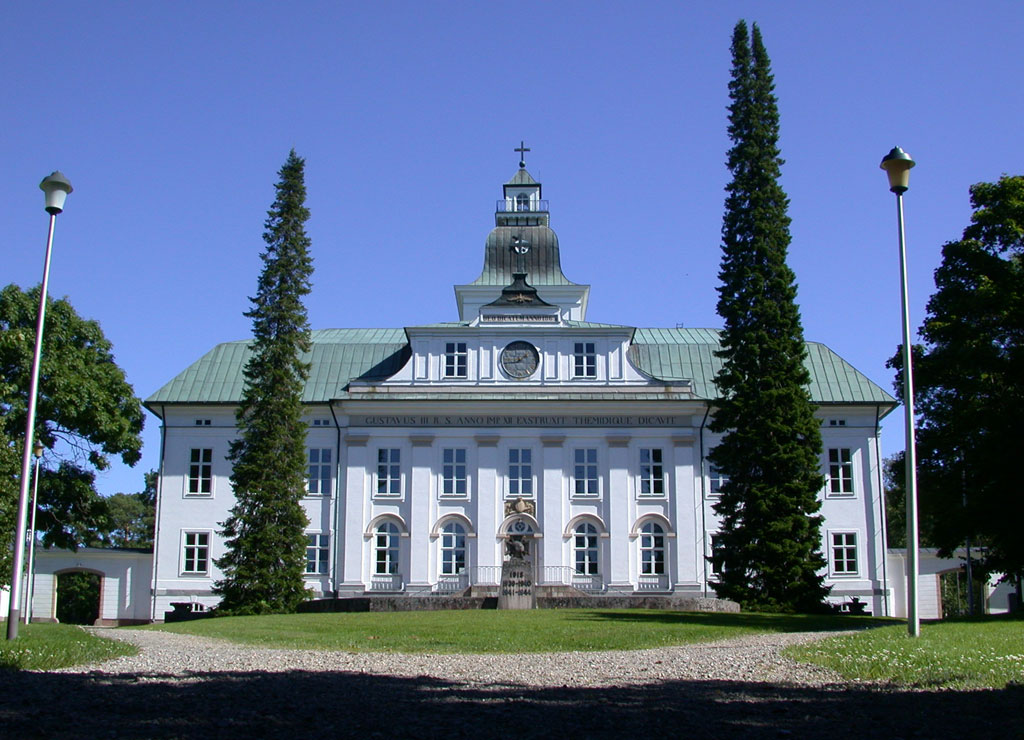
Původní zemský soud ve staré Vaase (Korsholm), dnes kostel

## Obyvatelstvo
Vývoj počtu obyvatel (Stav: k 31. prosinci):
- 1983 – 54 297
- 1987 – 53 737
- 1990 – 53 429
- 1997 – 56 277
- 2000 – 56 737
- 2002 – 56 925
- 2003 – 57 014
- 2004 – 57 030

## Partnerská města
- Harstad, Norsko (1949)
- Helsingør, Dánsko (1949)
- Kiel, Německo (1967)
- Malmö, Švédsko (1940)
- Morogoro, Tanzanie (1988)
- Pärnu, Estonsko (1956)
- Schwerin, Německo (1965)
- Šumperk, Česko (1984)
- Umeå, Švédsko (1940)

## Známé osobnosti
- Aarne Reini (1906–1974), zápasník
- Aulikki Rautawaara (1906–1990), zpěvačka
- Viljo Revell (1910–1964), architekt
- Leif Segerstam (1944–2024), skladatel a dirigent
- Gunilla Nyroos (* 1945), herečka
- Mikaela Ingberg (* 1974), atletka
- Heikki Kallio (* 1980), šachový velmistr
- Maija Saari (* 1986), fotbalistka
- Oskar Osala (* 1987), hokejista